# Smilov (vojenský újezd Libavá)
Smilov (německy Schmeil) je zaniklá obec ve vojenském újezdu Libavá v Oderských vrších v okrese Olomouc v Olomouckém kraji, která se nachází východně od kopce Čepka, jihovýchodně od kopce Dřemovická. Okrajová část obce, která se nachází mimo vojenský prostor u železniční trati Olomouc - Opava východ, nezanikla.
Smilov po staletí patřil k biskupskému komornímu statku, jmenovitě je uveden v listině olomouckého biskupa Bohuše ze Zvole, vystavené v Olomouci 7. dubna 1456. Ovšem je možné, že byl ještě starší, soudě podle slovanského názvu a podle pojmenování polních tratí (Alt Schmeil, Obere Alt Schmeil). Původní obec patrně stála na místě trati zvané Starý Smilov. Údajně byla zničena husity. Na stáří obce upozorňuje i pověst uvádějící „Starý Smilov“ s kostelem v údolí mezi Městem Libavou a pozdějším Smilovem.
Obec byla rozložena na náhorní planině při komunikaci vedoucí od Olomouce do Města Libavé. V jejím katastru pramení Smilovský potok a Lichnička.
Samostatnou obcí se Smilov stal v roce 1848.
V roce 1901 udělila obecní rada čestné občanství arcibiskupovi Theodoru Kohnovi.
V obci stával farní kostel svatého Jana Křtitele a fara.
V roce 1930 zde žilo ve 129 domech 691 obyvatel, z nich se dva přihlásili k české národnosti, ostatní k německé.
V roce 1946 bylo nuceně odsunuto původní obyvatelstvo ze 143 smilovských domů.
Zánik Smilova souvisí s vysídlením německého obyvatelstva a se zabráním obce do vojenského prostoru, resp. do vojenského tábora Moravský Beroun se sídlem ve Městě Libavé, a to k 15. říjnu 1946. Okrajová část obce u železniční trati mimo vojenský prostor však nezanikla.
Dnes jsou na místě Smilova téměř neznatelné ruiny domů a u zaniklého hřbitova a kostela se nachází památník zaniklé obce, který vznikl za finančního přispění původních německých rodáků a také rybník.
Armáda České republiky má ve Smilově umístěnou Pěší střelnici Smilov a Speciální střelnici Smilov.

## Další informace
Obvykle jedenkrát ročně múže být Smilov a jeho okolí přístupné veřejnosti v rámci cyklo-turistické akce Bílý kámen.

## Galerie

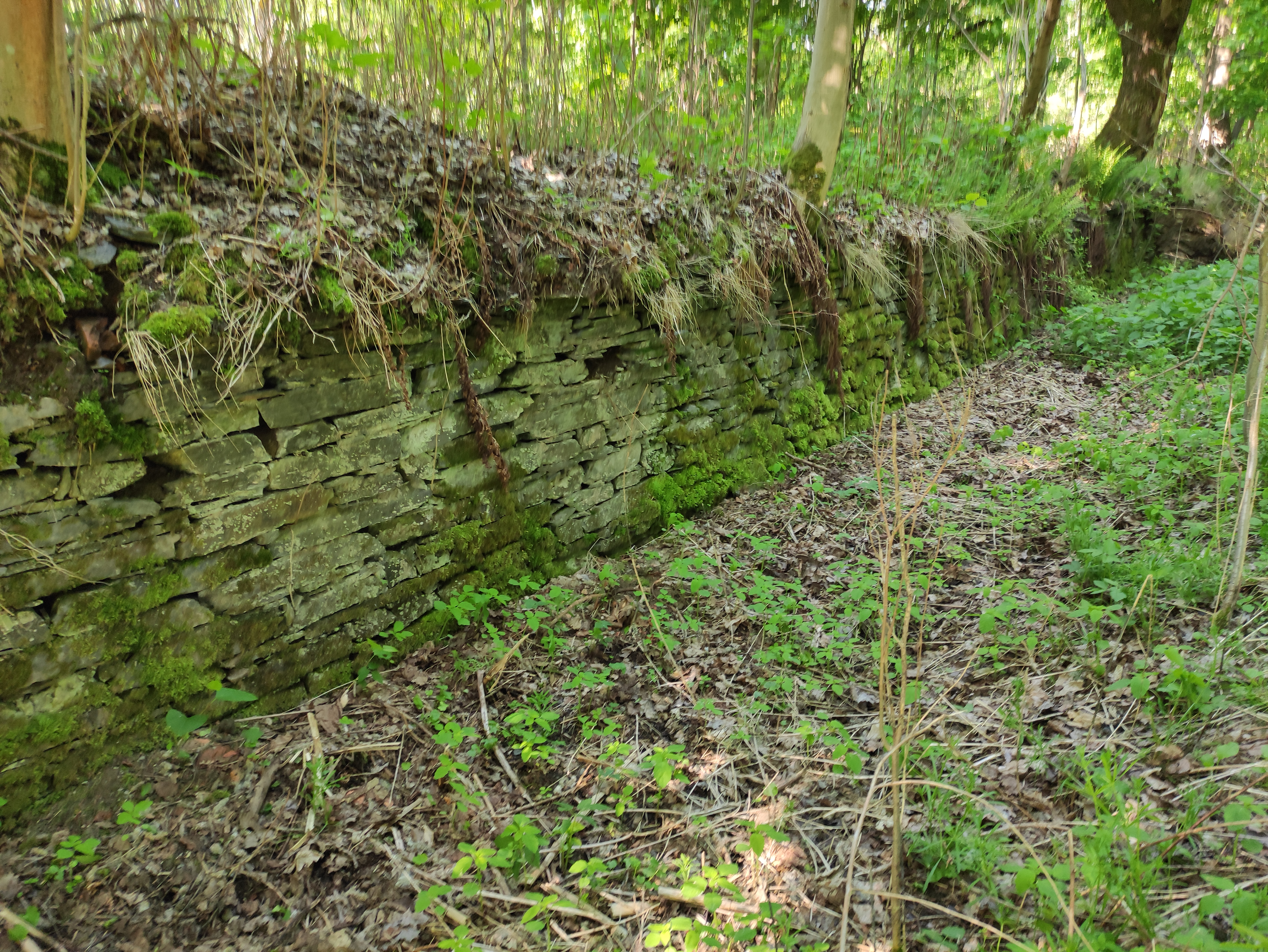
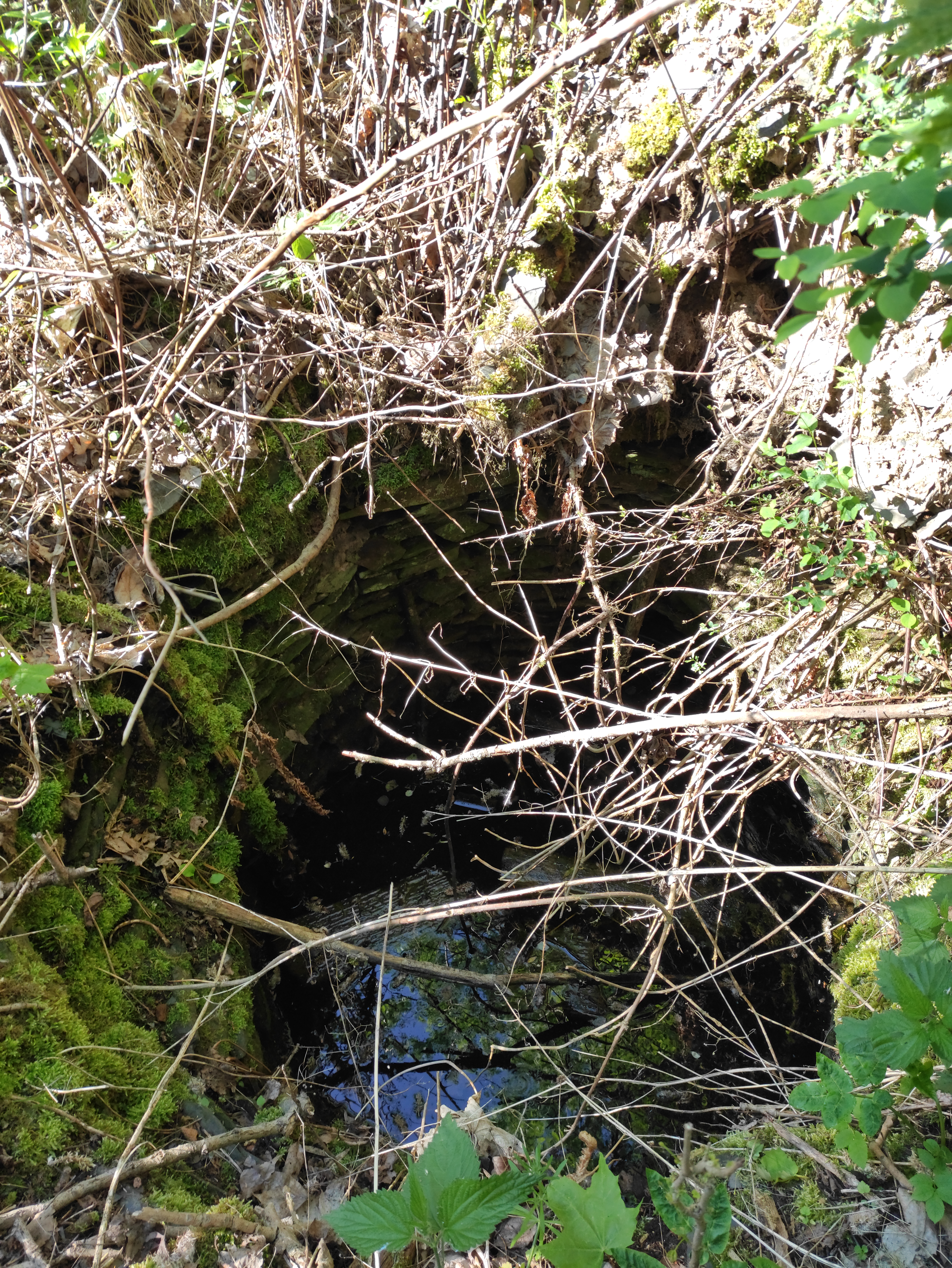
studna
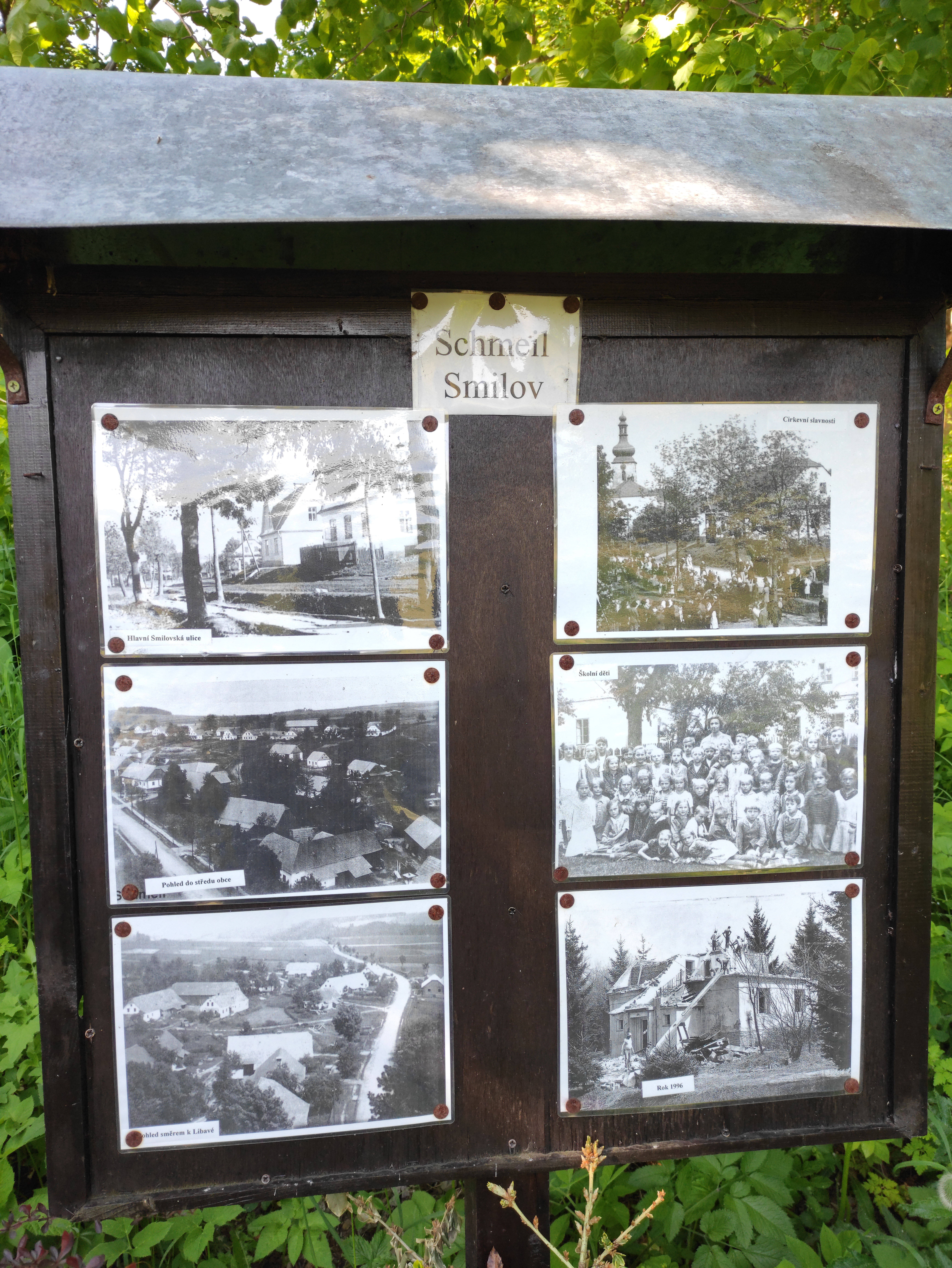
památník zaniklé obce
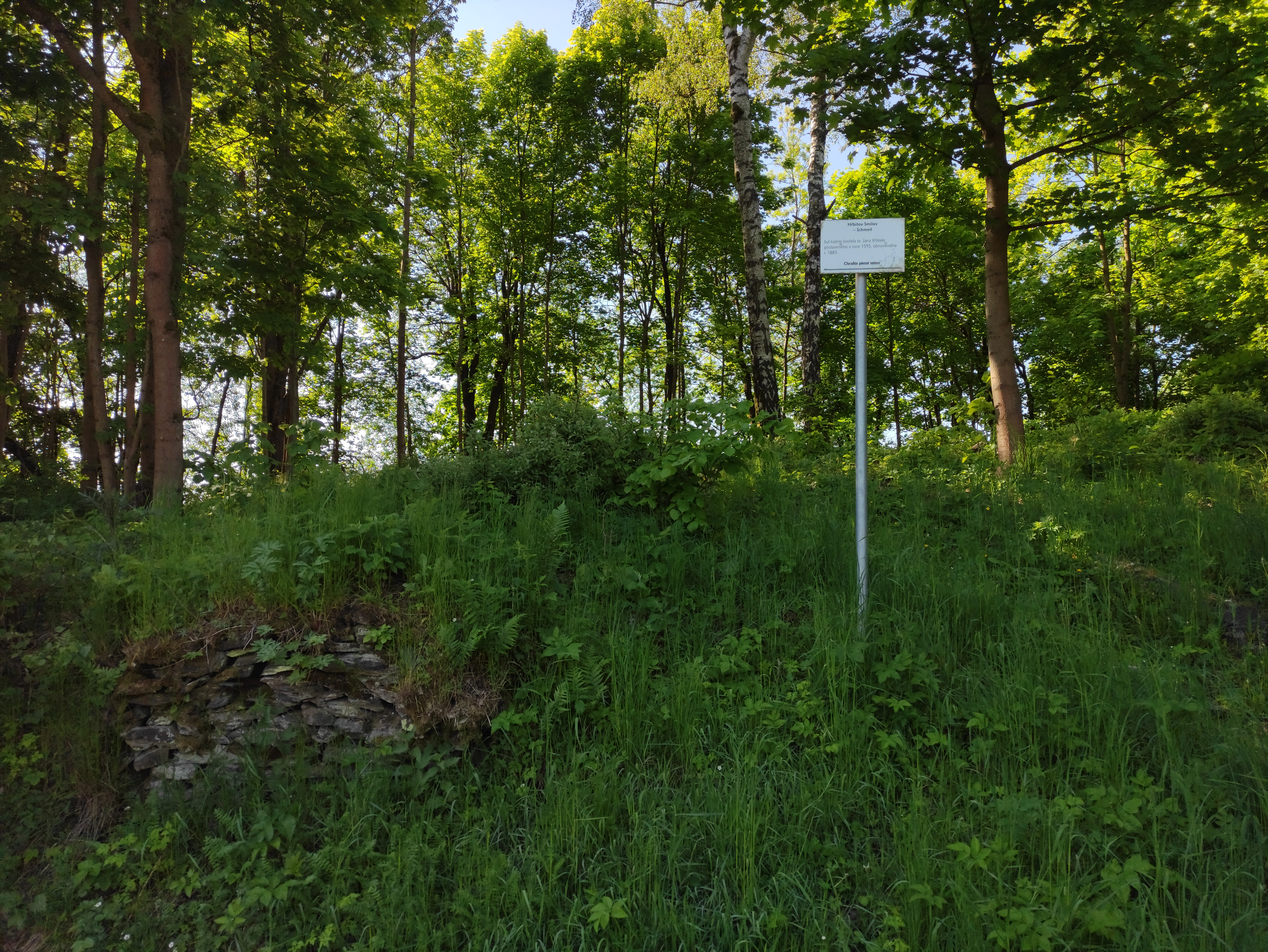
hřbitov
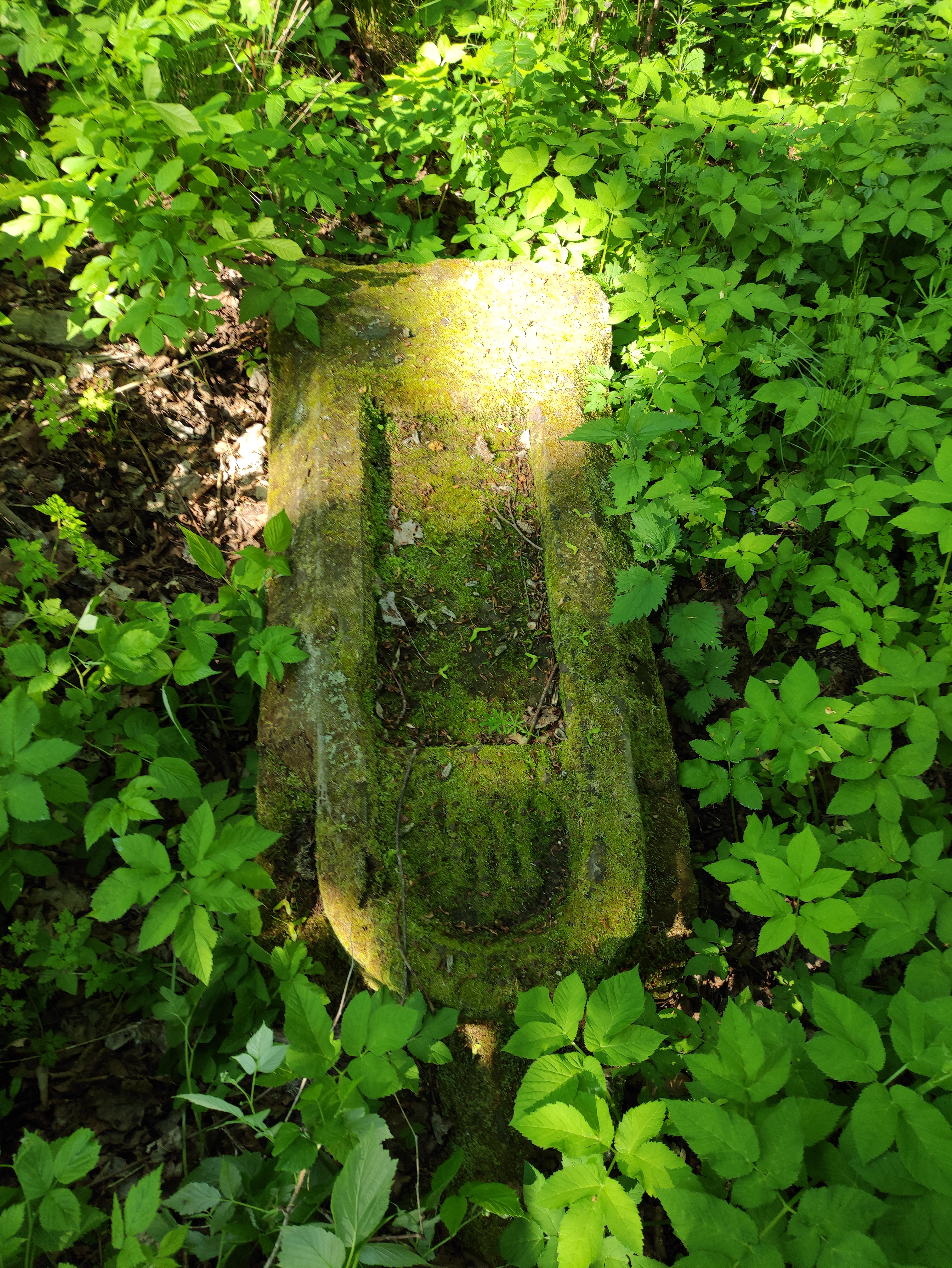
hřbitov
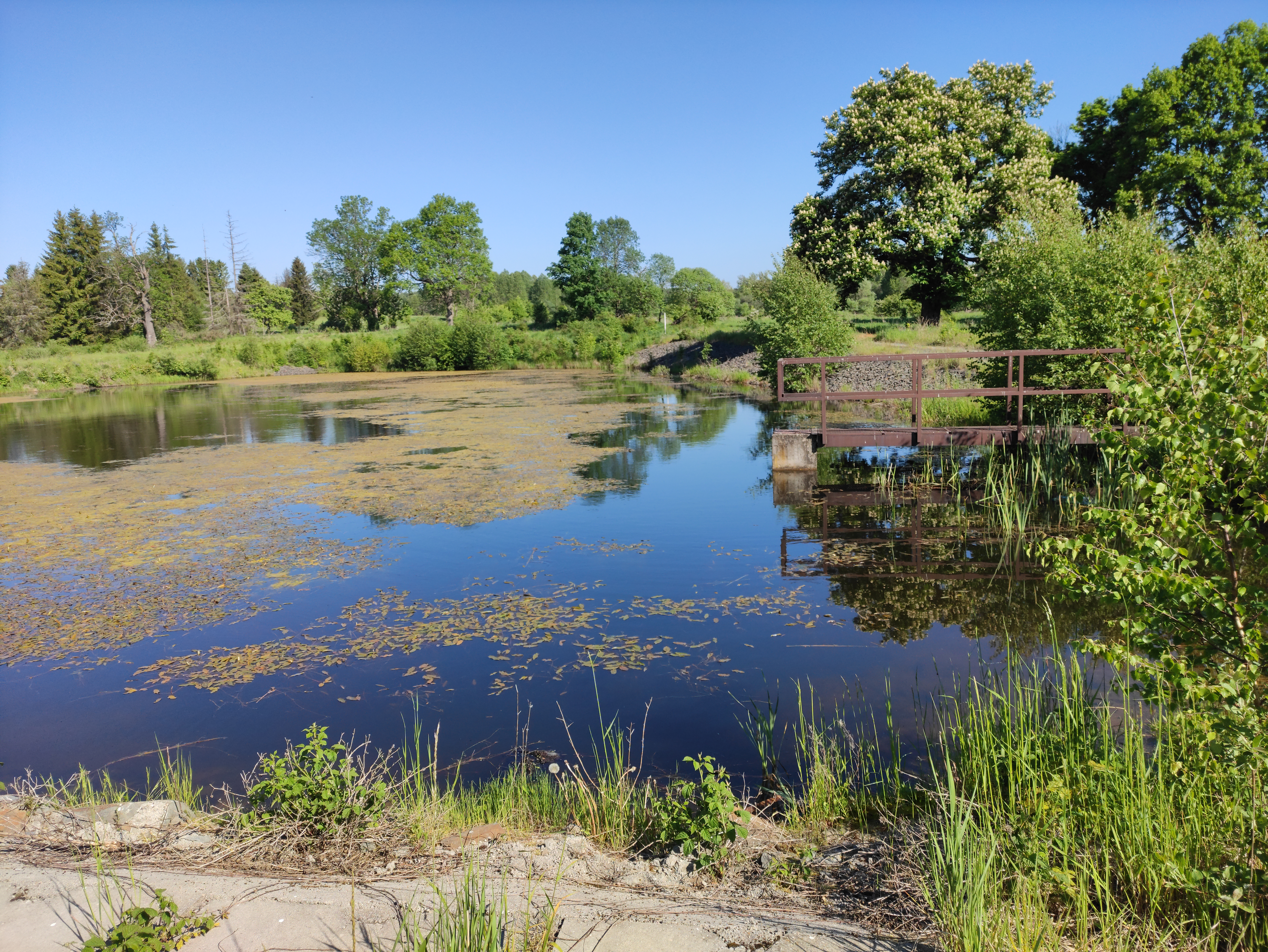
rybník